# Hemitelia decorata
Hemitelia decorata là một loài thực vật có mạch trong họ Cyatheaceae. Loài này được Maxon mô tả khoa học đầu tiên năm 1946.